# Odyssea
Odyssea là một chi thực vật có hoa trong họ Hòa thảo (Poaceae).

## Loài
Chi Odyssea gồm các loài: